# Crkvina
Crkvina (serb. Црквина) ist ein Ort in der serbischen Gemeinde Kruševac.
Der Ort hat 210 Einwohner (Zensus 2002).